# الوارة هوفلس
الوارة هوفلس هي ممثلة ألمانية ولدت في 6 أبريل 1982.